# راي سكوت (كرة سلة)
راي سكوت (بالإنجليزية: Ray Scott)‏ مواليد 12 يوليو 1938 في فيلادلفيا، هو مدرب كرة سلة أمريكي ولاعب سابق. بدأ مسيرته الاحترافية في سنة 1958. تم اختياره من قبل فريق ديترويت بيستونز خلال الدرافت. يبلغ طوله 6 قدم 9 بوصة (2.1 م). اعتزل اللعب في 1972.

## إحصائيات المسيرة
| الفريق          | السنة   | G   | W   | L   | W–L% | النهاية | PG | PW | PL | PW–L% | النتيجة                |
| --------------- | ------- | --- | --- | --- | ---- | ------- | -- | -- | -- | ----- | ---------------------- |
| ديترويت بيستونز | 1972–73 | 75  | 38  | 37  | .507 | 5       | –  | –  | –  | –     | —                      |
| ديترويت بيستونز | 1973–74 | 82  | 52  | 30  | .634 | 4       | 7  | 3  | 4  | .429  | خسر في نصف نهائي القسم |
| ديترويت بيستونز | 1974–75 | 82  | 40  | 42  | .488 | 5       | 3  | 1  | 2  | .333  | خسر في الجولة الأولى   |
| ديترويت بيستونز | 1975–76 | 42  | 17  | 25  | .405 | (أقيل)  | –  | –  | –  | –     | —                      |
| المسيرة         |         | 281 | 147 | 134 | .523 |         | 10 | 4  | 6  | .400  |                        |

## روابط خارجية
- راي سكوت على موقع إن بي أي (الإنجليزية)
- راي سكوت على موقع سبورتس رفرنس (الإنجليزية)
- راي سكوت على موقع ريلجم (الإنجليزية)
- راي سكوت على موقع بروبوليرز (الإنجليزية)
- راي سكوت على موقع سبورتس رفرنس (الإنجليزية)
- راي سكوت على موقع كلية كرة السلة في سبورتس رفرنس.كوم (الإنجليزية)